# Église Saint-Gabriel de Rakinac
Pour les articles homonymes, voir Église Saint-Gabriel.
L'église Saint-Gabriel de Rakinac (en serbe cyrillique : Црква Светог Арханђела Гаврила у Ракинцу ; en serbe latin : Crkva Svetog Arhanđela Gavrila u Rakincu) est une église orthodoxe serbe située à Rakinac, dans la municipalité de Velika Plana et dans le district de Podunavlje en Serbie. Elle est inscrite sur la liste des monuments culturels protégés de la république de Serbie (identifiant no SK 1725).

## Présentation
L'église a été construite en 1875, à l'initiative du prête Miloš Ilić.
De plan rectangulaire, elle est constituée d'une nef unique prolongée par une abside à l'est ; la façade occidentale est dominée par un clocher qui, à l'intérieur, forme une sorte de narthex. Les façades, simplement décorées, sont rythmées par la corniche du toit, par les fenêtres en forme de lancettes terminées par des arcs en stuc ainsi que par l'oculus aveugle de la façade occidentale. Les portails ouest et nord, particulièrement proéminents, sont couronnés par un fronton.
À l'intérieur, l'iconostase est de style classique et abrite des icônes réalisées par un artiste inconnu considéré comme relativement secondaire ; les fresques, elles aussi considérées comme mineures, ont été peintes en 1925 par un artiste inconnu.
Sur le parvis de l'église, un monument en l'honneur des morts des guerres de libération de la Serbie entre 1912 et 1918 a été érigé en 1925 ; près du monument se trouve également la tombe du prêtre Miloš Ilić à qui l'on attribue la construction de l'église.